# Campionat de Catalunya d'hoquei sobre herba masculí 1961-1962
El Campionat de Catalunya d'hoquei sobre herba masculí 1961-1962 fou la quaranta-unena edició de la competició. Se celebrà des del 17 de desembre de 1961 fins al 25 de març de 1962 i fou organitzada per la Federació Catalana de Hockey. Hi participaren els sis clubs habituals del campionat, el Club Egara, vigent campió, el RC Polo, el CD Terrassa, el FC Barcelona, el Júnior FC i l'Atlètic Terrassa HC.
La competició se celebrà durant els caps de setmana de la temporada 1961-1962 i es disputà en format de lliga regular a doble volta, un partit com a local i l'altre com a visitant, amb un total de dotze jornades. La classificació final s'establí d'acord amb els punts totals obtinguts per cada participant en finalitzar el campionat. Els equips obtingueren dos punts per cada victòria, un punt per cada empat i cap punt per cada derrota.
Es proclamà campió el Reial Club de Polo, que acabà imbatut a la competició i aconseguí el seu dinovè campionat.

## Clubs participants
- Atlètic Terrassa Hockey Club
- CF Barcelona
- Club Egara
- Júnior Futbol Club
- Reial Club de Polo de Barcelona
- Club Deportiu Terrassa

## Taula de resultats
| Casa \ Fora         | ATL        | FCB | EGA | JUN | POL | TER |
| ------------------- | ---------- | --- | --- | --- | --- | --- |
| Atlètic Terrassa HC | —          |     | 0–2 |     | 0–1 | 0–3 |
| CF Barcelona        | 0–0        | —   | 3–0 | 0–2 | 1–5 | 1–0 |
| Club Egara          | 2–0        | 5–0 | —   | 5–1 | 0–0 |     |
| Júnior FC           | 0–1        | 1–0 | 0–5 | —   | 0–4 | 0–4 |
| RC Polo             | [ Nota 1 ] | 4–0 | 1–0 | 2–0 | —   |     |
| CD Terrassa         | 3–0        | 2–0 | 2–2 | 7–0 | 0–0 | —   |

1. ↑  L'Atlètic Terrassa HC no es presentà al partit i es declarà guanyador del partit el RC Polo per incompareixença del rival.

## Classificació general
| Pos | Equip               | PJ | PG | PE | PP | GF | GC | DG  | Pts |
| --- | ------------------- | -- | -- | -- | -- | -- | -- | --- | --- |
| 1   | RC Polo             | 10 | 7  | 3  | 0  | 20 | 2  | +18 | 17  |
| 2   | Club Egara          | 10 | 7  | 2  | 1  | 24 | 4  | +20 | 16  |
| 3   | CD Terrassa         | 10 | 5  | 3  | 2  | 25 | 7  | +18 | 13  |
| 4   | Júnior FC           | 10 | 2  | 1  | 7  | 4  | 27 | −23 | 5   |
| 5   | Atlètic Terrassa HC | 10 | 1  | 3  | 6  | 3  | 15 | −12 | 5   |
| 6   | CF Barcelona        | 10 | 1  | 2  | 7  | 4  | 21 | −17 | 4   |

| Campió de Catalunya d'hoquei sobre herba 1961-62 |
| ------------------------------------------------ |
| Reial Club de Polo Dinovè títol                  |